# Luc Leblanc
Luc Leblanc (Limoges, 4 d'agost de 1966) va ser un ciclista francès, que fou professional entre 1987 i 1998. Fou un dels millors ciclistes francesos de la dècada dels 90. Bon escalador i rodador, la seva principal victòria fou el campionat del Món de ciclisme en ruta de 1994. També guanyà dues etapes al Tour de França. Va admetre haver competit sota la ingesta de substàncies dopants i un intent de suïcidi un cop ja s'havia retirat.  En abandonar el ciclisme professional es dedicà a la ràdio com a comentarista esportiu.

## Palmarès
- 1988
  - 1r al GP Ouest France-Plouay
- 1990
  - 1r al Tour de l'Haut-Var
  - 1r al Gran Premi de Valònia
  - Vencedor d'una etapa del Dauphiné Libéré
- 1991
  - Vencedor d'una etapa del Midi Libre
- 1992
  -  Campió de França en ruta
  - 1r al Midi Libre i vencedor de 2 etapes
  - Vencedor d'una etapa del Dauphiné Libéré
- 1993
  - Vencedor d'una etapa del Tour du Vaucluse
- 1994
  -  Campió del Món en ruta
  - Vencedor d'una etapa al Tour de França
  - Vencedor d'una etapa a l'Euskal Bizikleta
  - Vencedor d'una etapa de la Volta a Galícia
  - 1r del Gran Premi de la Muntanya de la Volta a Espanya
- 1996
  - Vencedor d'una etapa al Tour de França
  - Vencedor d'una etapa del Dauphiné Libéré
- 1997
  - 1r al Giro del Trentino i vencedor d'una etapa

### Resultats al Tour de França
- 1990. 73è de la classificació general
- 1991. 5è de la classificació general.  Porta el mallot groc durant 1 etapa
- 1992. Fora de control (14a etapa)
- 1994. 4t de la classificació general. Vencedor d'una etapa
- 1996. 6è de la classificació general. Vencedor d'una etapa
- 1997. No surt (14a etapa)
- 1998. Abandona (18a etapa)

### Resultats al Giro d'Itàlia
- 1993. Abandona
- 1997. Abandona
- 1998. 34è de la classificació general

### Resultats a la Volta a Espanya
- 1994. 6è de la classificació general.  1r del Gran Premi de la Muntanya